# Branislav Barjaktarević
Branislav Barjaktarević, srbski general, * 22. november 1911, † ?.

## Življenjepis
Leta 1938 je diplomiral na Kmetijsko-gozdarski fakulteti v Zemunu. 
Leta 1941 se je pridružil NOVJ. Med vojno je bil med drugim načelnik Obveščevalnega oddelka 1. proletarskega korpusa.
Po vojni je končal šolanje na Višji vojaški akademiji JLA in bil dodeljen SHAPE (Vrhovno poveljstvo zavezniških sil v Evropi). Leta 1965 se je upokojil.

## Odlikovanja
- Red bratstva in enotnosti
- Red zaslug za ljudstvo